# 波馬坎奇湖
14°00′07″S 71°32′40″W / 14.001944°S 71.544444°W
波馬坎奇湖（西班牙語：Laguna Pomacanchi），是秘魯的湖泊，位於該國南部庫斯科大區，由阿科皮亞區、波馬坎奇區和桑加拉拉區負責管轄，面積22.5平方公里，海拔高度3,660米。